# Карлантино
Карлантино (итал. Carlantino) је насеље у Италији у округу Фођа, региону Апулија.
Према процени из 2011. у насељу је живело 1020 становника. Насеље се налази на надморској висини од 546 м.

## Становништво
| 1951. | 1961. | 1971. | 1981. | 1991. | 2001. | 2011. |
| ----- | ----- | ----- | ----- | ----- | ----- | ----- |
| 2.061 | 2.094 | 1.789 | 1.539 | 1.449 | 1.294 | 1.040 |